# Mandy Stibbe-Jeakins
Mandy Stibbe-Jeakins es una jinete neerlandesa que compitió en la modalidad de concurso completo. Ganó una medalla de plata en el Campeonato Europeo de Concurso Completo de 1989, en la prueba por equipos.

## Palmarés internacional
| Campeonato Europeo | Campeonato Europeo     | Campeonato Europeo | Campeonato Europeo |
| Año                | Lugar                  | Medalla            | Categoría          |
| ------------------ | ---------------------- | ------------------ | ------------------ |
| 1989               | Burghley (Reino Unido) | Medalla de plata   | Por equipos        |